# Esther Boggini
Esther Boggini (Montevideo; 1870 - Buenos Aires; 1907) fue una popular actriz de teatro uruguaya con una larga carrera en Argentina.

## Carrera
Si bien Boggini tuvo una carrera teatral prestigiosa en Uruguay formada en el ámbito del circo (al igual que la actriz y esposa de Don Pepe Podestá, Baldomera Arias), su reconocimiento llegó al formar el numeroso clan familiar cirquense, "Los Podestá". Se destacó en Argentina en el Teatro Rivadavia, donde trabajó junto a su esposo, y a José, Antonio, Pablo y Graciana Podestá
Junto al actor Juan Vicente Podestá, con quien se casó en Buenos Aires, tuvo a sus cuatro hijos de reconocida trayectoria artística, ellos fueron Hebe, Totón, Marino y Aparicio Podestá. A su vez fue cuñada de Pablo Podestá, José Podestá, Antonio Podestá, Jerónimo Podestá, Pedro Podestá, Graciana Podestá y Amadeo Podestá. Y tía política de Blanca y María Podestá.
Entre su notables labores teatrales se destacan su rol secundario femenino en Don Pascual (1886), Juan Cuello (1890), Juan Moreira (1890), Martín Fierro (1890).
Llegó a ser la primera actriz característica de la compañía dramática criolla José Podestá - Alejandro Scotti" en 1896  la obra Calandria de Martiniano Leguizamón (1858-1935). Ya en 1897 adquirieron el Teatro Politeama Olimpo de La Plata donde establecieron la Compañía Circense Teatral, hoy rebautizado Teatro Coliseo Podestá. 
Tras unos meses de una larga dolencia, Esther Boggini Maggi falleció en 1907 en Buenos Aires, Argentina.